# Robert Florey
Robert Florey (París, 14 de setembre de 1900 - Santa Monica, Califòrnia, 16 de maig de 1979) a ser un director, guionista, periodista i ocasional actor cinematogràfic franc-estatunidenc.
París i Hollywood van marcar els pols magnètics d'aquest francès entusiasta del cinema estatunidenc; posseït pel cinema des que en la seva infància veiés rodar a Georges Méliès, va ser ajudant de direcció de Louis Feuillade.
Florey va emigrar als Estats Units al setembre de 1921, com a periodista cinematogràfic. Posteriorment la seva variada activitat va abastar la publicitat estrangera i l'organització de gires de grans estrelles com Douglas Fairbanks, Mary Pickford, Rodolfo Valentino entre d'altres, i va ser ajudant de direcció de Josef von Sternberg, Henry King, King Vidor, Frank Borzage o Charles Chaplin.
Després es va dedicar a la direcció, sent els seus anys més productius les dècades de 1930 i 1940, durant les quals va treballar en produccions de relatiu baix cost per a Paramount Pictures i Warner Bros. La seva reputació està a mig camí del seu estil expressionista d'avantguarda, més evident en els seus primers anys, i del seu treball com a director d'estudi ràpid i fiable anomenat per a finalitzar projectes problemàtics, com va ser el cas de la cinta de 1939 Hotel Imperial.
En total va dirigir més de 50 pel·lícules, sent probablement la seva cinta més popular el primer llargmetratge dels Germans Marx, The Cocoanuts (1929). També va ser molt estimada la seva pel·lícula de terror de 1932, Murders in the Rue Morgue, en la qual és evident l'estil expressionista. En 2006, en ser seleccionada per la Biblioteca del Congrés dels Estats Units la seva pel·lícula de 1937 Daughter of Shanghai per a ser preservada en el National Film Registry dels Estats Units, es va dir de Florey que era "àmpliament considerat com el millor director dels granis estudis cinematogràfics de sèrie B".

## Biografia
Florey es va criar a París prop de l'estudi de George Melies, i de jove va ser ajudant de Louis Feuillade. En la dècada de 1920 va treballar com a periodista,en Hollywood va ser ajudant de direcció de Josef von Sternberg,i va realitzar noticiaris en Nova York, tot això abans de debutar com a director de llargmetratges en 1926.
A la fi d'aquesta dècada va produir dos curts experimentals, encara que molt barats: The Life and Death of 9413--a Hollywood Extra (1928), codirigit per Slavko Vorkapich, i Skyscraper Symphony (1929).
Florey va tenir una contribució significativa, encara que sense acreditar, en el guió de la pel·lícula de 1931 Frankenstein. Amb el suport de l'editor d'Universal Richard Schayer, Florey va fer campanya per a poder dirigir Frankenstein, i va filmar un test de pantalla amb Bela Lugosi interpretant al monstre. Però en comptes d'això, Universal Pictures va destinar a Florey i a Lugosi al film Murders in the Rue Morgue. Florey, amb la col·laboració del cineasta Karl Freund i d'elaborats decorats representant el París del segle xix, va fer d'aquesta pel·lícula una versió estatunidenca de films expressionistes alemanys com El gabinet del doctor Caligari (1920).
Mediada la dècada de 1930 Florey es va assentar en l'ambient de treball dels estudis i va produir pel·lícules per a Warren William, Guy Kibbee i Akim Tamiroff. Per a alguns historiadors del cinema, el millor treball de Florey va arribar amb aquestes modestes produccions. A la fi dels anys trenta Florey va aconseguir amb Paramount molt bons treballs, entre ells Hollywood Boulevard (1936), King of Gamblers (1937), i Dangerous to Know (1938), tots ells films marcats per un ritme ràpid, to cínic, l'ús del pla holandès i il·luminació dramàtica.
Més endavant, Florey va ser ajudant de direcció de Charlie Chaplin en Monsieur Verdoux (1947).
En 1953 Florey va ser un dels primers directors cinematogràfics a dedicar-se a dirigir en televisió, no deixant ja aquest mitjà. Com a director televisiu va treballar més d'una dècada i va produir xous com The Outer Limits, Alfred Hitchcock Presents, i The Twilight Zone. També va escriure diversos llibres, entre ells Pola Negri (1927), Charlie Chaplin (1927), Hollywood d'hier et d'aujord'hui (1948), La Lanterne magique (1966) i Hollywood annee zero (1972).
Robert Florey va ser nomenat en 1950 Cavaller de la Legió d'Honor francesa. El director va morir en Santa Mónica (Califòrnia) en 1979, a causa d'un càncer. Va ser enterrat en el Cementiri Forest Lawn Memorial Park de Hollywood Hills, Los Angeles.

## Filmografia completa
La següent llista, que es creï completa, comprèn totes les produccions dirigides per Florey.
- That Model from Paris, 1926 (sense crèdits)
- The Love of Zero, 1927
- One Hour of Love, 1927
- The Romantic Age, 1927
- Face Value, 1927
- The Hole in the Wall, 1929
- The Cocoanuts, 1929
- The Battle of Paris, 1929
- The Road Is Fine (La Route est belle), 1930
- Love Songs (L'Amour chante), 1930
- El amor solfeando, 1930
- Komm zu Mir Zum Rendez-vous, 1930
- Black and White (Le Blanc et la noir) (codirector), 1931
- Murders in the Rue Morgue, 1932
- The Man Called Back, 1932
- Those We Love, 1932
- Girl Missing, 1933
- Ex-Lady, 1933
- The House on 56th Street, 1933
- Bedside, 1933
- Registered Nurse, 1934
- Smarty, 1934
- I Sell Anything, 1934
- I Am a Thief, 1934
- The Woman in Red, 1935
- The Florentine Dagger, 1935
- Go Into Your Dance (sense crèdits), 1935
- Going Highbrow, 1935
- Don't Bet on Blondes, 1935
- Ship Cafe, 1935
- The Payoff, 1935
- The Preview Murder Mystery, 1936
- Till We Meet Again, 1936
- Hollywood Boulevard, 1936
- Outcast, 1937
- King of Gamblers, 1937
- Mountain Music, 1937
- This Way Please, 1937
- Daughter of Shanghai, 1937
- Dangerous to Know, 1938
- King of Alcatraz, 1938
- Disbarred, 1939
- Hotel Imperial, 1939
- The Magnificent Fraud, 1939
- Death of a Champion, 1939
- Parole Fixer, 1940
- Women Without Names, 1940
- The Face Behind the Mask, 1941
- Meet Boston Blackie, 1941
- Two in a Taxi, 1941
- Dangerously They Live, 1941
- Lady Gangster (com Florian Roberts), 1941
- Bomber's Moon (director de segona unitat), 1943
- The Desert Song, 1943
- Roger Touhy, Gangster, 1944
- Man from Frisco, 1944
- God Is My Co-Pilot, 1945
- Danger Signal, 1945
- San Antonio, 1945
- The Beast with Five Fingers, 1946
- Tarzan and the Mermaids, 1948
- Rogues' Regiment, 1948
- Outpost in Morocco, 1949
- The Crooked Way, 1949
- The Vicious Years, 1950
- Johnny One-Eye, 1950
- Adventures of Captain Fabian (sense crèdits), 1951

### Curtmetratges
- Hello New York! (Bonjour New York), 1928
- The Life and Death of 9413: a Hollywood Extra, 1928
- Skyscraper Symphony, 1929
- Fifty-Fifty, 1932